# Falco rupicoloides
Il gheppio maggiore (Falco rupicoloides Smith, 1829) è un uccello falconiforme della famiglia dei Falconidi. È una delle più grandi specie di gheppio ed è diffuso nei terreni aperti dell'Africa meridionale e orientale.

## Descrizione

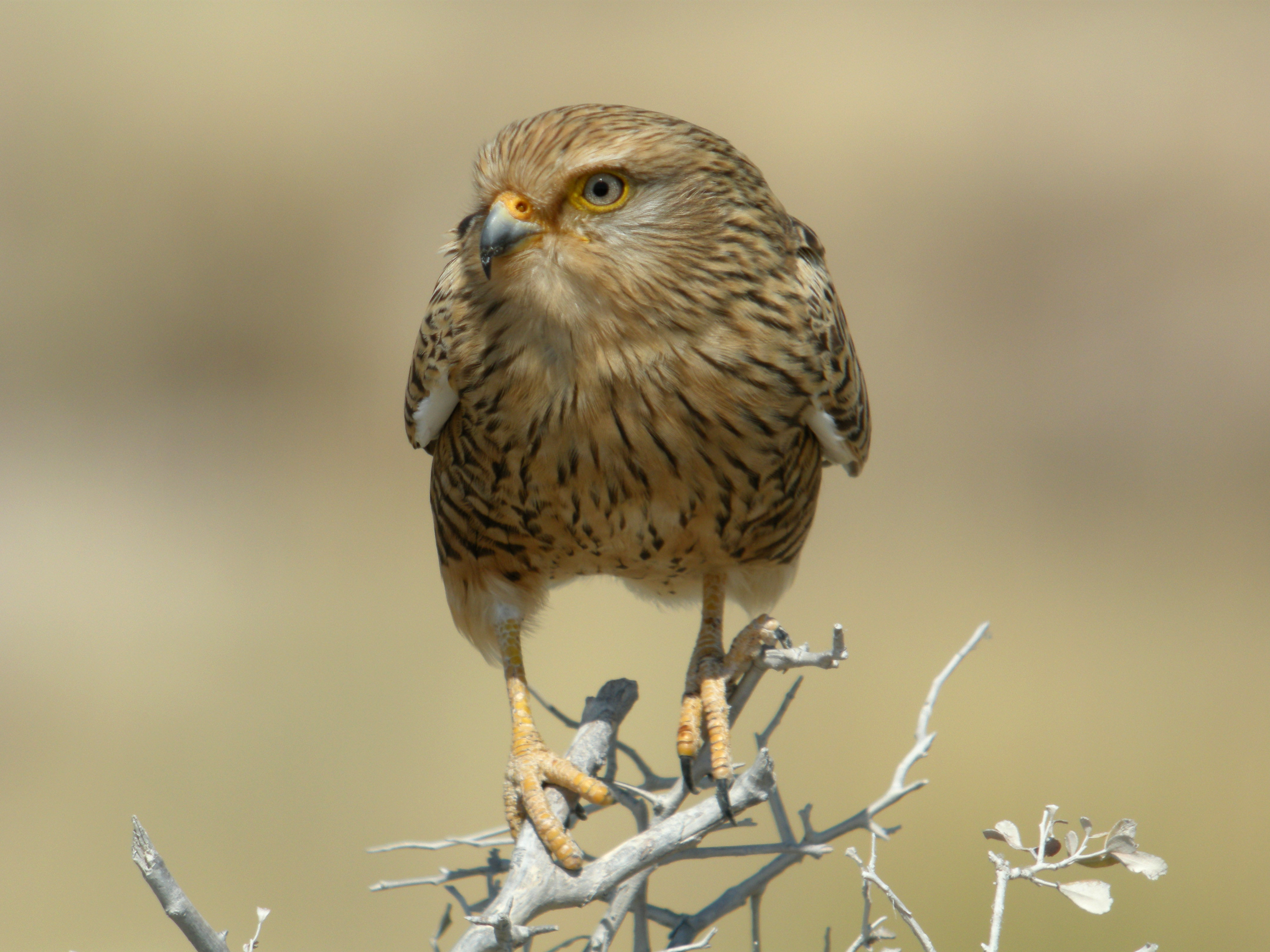
Un esemplare nel Parco Nazionale di Etosha (Namibia).

Il piumaggio dell'adulto è generalmente color rossiccio chiaro, sia sopra che sotto. Il dorso, le ali e i fianchi sono segnati da strisce nere. Il petto presenta una serie di strisce scure, così come la testa, dove però non vi sono i caratteristici «baffi» tipici del gheppio comune e del grillaio. Il groppone e la coda sono grigi con strisce nere; la coda ha l'estremità bianca. In volo, il bianco del sottocoda contrasta con i colori più scuri del resto del corpo. L'iride è biancastra e tale caratteristica è utile per distinguere l'uccello da qualunque altra specie simile. Il becco è prevalentemente grigio-azzurro e le zampe e la cera sono gialle. Gli esemplari giovani hanno la coda rossiccia, invece che grigia, i fianchi striati e gli occhi scuri.
Il gheppio maggiore è lungo 29–37 cm ed ha un'apertura alare di 68–84 cm. Gli esemplari della sottospecie F. r. rupicoloides pesano circa 181–334 g. La forma F. r. arthuri è più piccola (165-252 g). Anche quella settentrionale, F. r. fieldi, ha dimensioni inferiori ed ha inoltre una colorazione più chiara delle altre.
La specie è solitamente silenziosa, ma talvolta emette una serie di grida ripetute.

## Distribuzione e habitat
Vive nelle zone aride e aperte (praterie, savane e semideserti). La sua presenza è spesso associata a quella delle acacie. Predilige le aree dove la vegetazione non supera i 50 cm di altezza. Si incontra dal livello del mare fino ai 2150 m di altitudine ed è particolarmente frequente tra gli 800 e i 1800 m.
Nelle regioni meridionali dell'areale è piuttosto comune e largamente diffuso, mentre in quelle settentrionali si fa più scarso e la sua distribuzione è a macchia di leopardo. La forma F. r. rupicoloides nidifica in Namibia, Botswana, Zimbabwe, in alcune zone di Angola e Zambia e in gran parte del Sudafrica, escluse le regioni più umide del sud e dell'est. F. r. arthuri è diffuso in Kenya e nella Tanzania settentrionale, mentre F. r. fieldi si incontra solamente in Etiopia, Eritrea, Somalia settentrionale e, forse, Kenya settentrionale.
L'estensione totale dell'areale è di circa 3,5 milioni di km². La popolazione è stabile e molto probabilmente i suoi effettivi sono dell'ordine di 100.000-200.000 coppie. Quasi tutti gli esemplari sono stanziali, ma alcuni hanno abitudini nomadi o dispersive.

## Biologia

### Alimentazione
Di solito il gheppio maggiore cattura le sue prede piombando loro addosso da un posatoio esposto, come un albero o una roccia. È tuttavia in grado di catturare le prede stando librato in aria come gli altri gheppi. Si nutre soprattutto di invertebrati come cavallette, termiti, Coleotteri e solifugi. Cattura anche lucertole e, alle volte, piccoli uccelli, mammiferi e serpenti. Le prede vengono generalmente catturate al suolo. Questa specie accorre sempre in prossimità di un incendio, poiché cattura gli insetti e le altre creature alate che fuggono via dalle fiamme. Le fonti di cibo in eccesso vengono nascoste tra la vegetazione o tra le rocce.

### Riproduzione

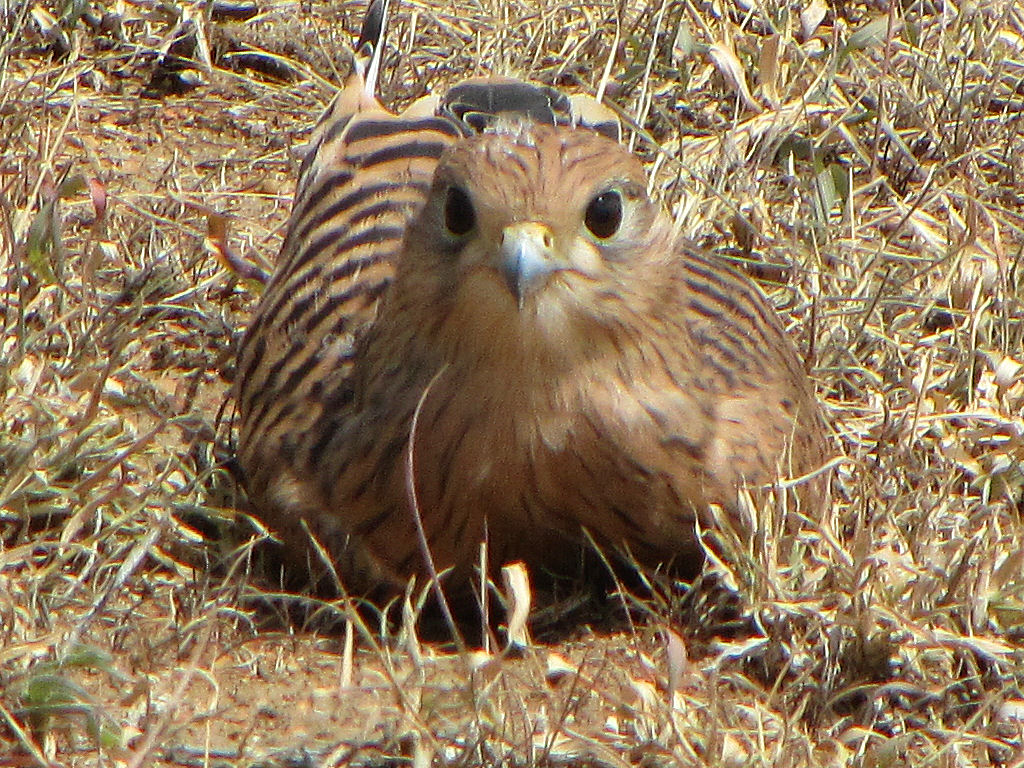
Un giovane esemplare nel Parco nazionale del Serengeti (Tanzania).

La stagione della nidificazione varia a seconda delle regioni. Nel sud dura da luglio ad aprile, con un picco massimo tra settembre e dicembre. In Kenya e Tanzania la nidificazione può avvenire in qualsiasi momento dell'anno, ma è più frequente tra aprile e luglio. In Somalia, invece, va da aprile ad agosto.
Per nidificare il gheppio maggiore utilizza i vecchi nidi di altre specie di uccelli, come il corvo del Capo o il corvo bianconero. Un nido tipico è situato ad un'altezza dal suolo compresa tra i 2 e i 20 m, su un albero o, talvolta, su un palo telegrafico o un traliccio. Vengono deposte da due a sette uova, ma generalmente il loro numero è di tre o quattro. Queste vengono incubate per 22-23 giorni, soprattutto dalla femmina. I piccoli si involano dopo 30-34 giorni, ma rimangono dipendenti dai genitori per almeno altri 26 giorni.